# خدمات شبکه‌های اجتماعی
خدمات شبکه‌های اجتماعی (به انگلیسی: Social networking service) بستری برای ایجاد شبکه‌های اجتماعی یا شبکه‌های ارتباطی است که در آن افراد در قالب گروه‌های مختلف، به‌طور مثال علایق، فعالیت‌ها، پیش‌زمینه‌ها و ارتباطات خود در زندگی واقعی را به اشتراک می‌گذارند. در این خدمات، هر شخص از طریق حساب کاربری اختصاصی خود شناخته می‌شود و از این طریق به فعالیت‌های قابل انجام می‌پردازد. بیشتر این شبکه‌های اجتماعی برگرفته از برنامه کاربردی وب هستند که از طریق اینترنت قابل دسترسی هستند.